# Svante Schmundt
Svante Schmundt (* 17. Oktober 2001 in Rostock) ist ein deutscher Basketballspieler.

## Werdegang
Schmundt kam in der Saison 2010/11 im Rahmen einer Rostocker Grundschulliga mit dem Basketballsport in Berührung und trat anschließend dem EBC Rostock bei. Er wurde in der Nachwuchsabteilung der Mecklenburger ausgebildet, im Mai 2018 errang er mit dem EBC den Sieg im DBB-Jugendpokal in der Altersklasse U18. In der Vorbereitung auf die Saison 2020/21 wurde Schmundt von Trainer Dirk Bauermann ins Profiaufgebot der Rostock Seawolves aufgenommen. Anfang Januar 2021 wurde Schmundt im Spiel gegen Karlsruhe erstmals in der 2. Bundesliga ProA eingesetzt. Er gehörte als Ergänzungsspieler zur Mannschaft, die in der Saison 2021/22 den Bundesliga-Aufstieg schaffte. Ende April 2023 kam Schmundt unter Trainer Christian Held zu seinem ersten Bundesliga-Einsatz.